# Sphenorhina noctua
Sphenorhina noctua is een halfvleugelig insect uit de familie schuimcicaden (Cercopidae). De wetenschappelijke naam van deze soort is voor het eerst geldig gepubliceerd in 1909 door Distant.